# Matayba leucodictya
Matayba leucodictya är en kinesträdsväxtart som beskrevs av Ludwig Radlkofer. Matayba leucodictya ingår i släktet Matayba och familjen kinesträdsväxter. Inga underarter finns listade i Catalogue of Life.